# Peringsmaar
Das Peringsmaar ist ein künstlicher See in einem Tagebaurestloch auf der Rekultivierungsfläche des Tagebaus Fortuna-Garsdorf. Der See wird umgangssprachlich auch „Peringssee“ genannt.

## Lage
Der See liegt zwischen den Städten Bergheim (Ortsteil Glesch) und Bedburg (Ortsteil Blerichen), westlich der Wiedenfelder Höhe, im Rhein-Erft-Kreis.

## Namensgebung
Benannt ist der See nach einem ehemaligen Feuchtgebiet (im Rheinischen Maar – nicht zu verwechseln mit dem Kratersee Maar) und dem 1963 abgebaggerten zu Glesch gehörenden Peringshof in der Nähe der Erft, der dem Braunkohleabbau zum Opfer fielen. Jetzt ist das Feuchtgebiet ein See. Ein ähnlicher Restsee ist das Zieselsmaar bei Köttingen.

## Wasserwirtschaft
Das Gewässer wird durch RWE Power mit abgepumptem Grundwasser aufgefüllt, ein Anschluss an die Erft ist im Bau.

## Flora und Fauna
Das Gebiet wird, anders als landwirtschaftlich genutzte Rekultivierungsgebiete, sich selbst überlassen. Es ist in die Straße der Energie einbezogen. Durch das Areal führen zahlreiche Rad- und Wanderwege. Wanderparkplätze stehen in der Nähe von Bedburg und Glesch zur Verfügung. Die im Feuchtgebiet angepflanzten Erlen sind seit Mitte der 1990er-Jahre vom Schädling Phytophthora alni befallen, der die Erlenwurzeln zerstört, sodass die Bäume im Wasser vertrocknen. Die Erlen werden im Laufe der Zeit durch andere Büsche und Bäume, die sich selbst ansiedeln, ersetzt.

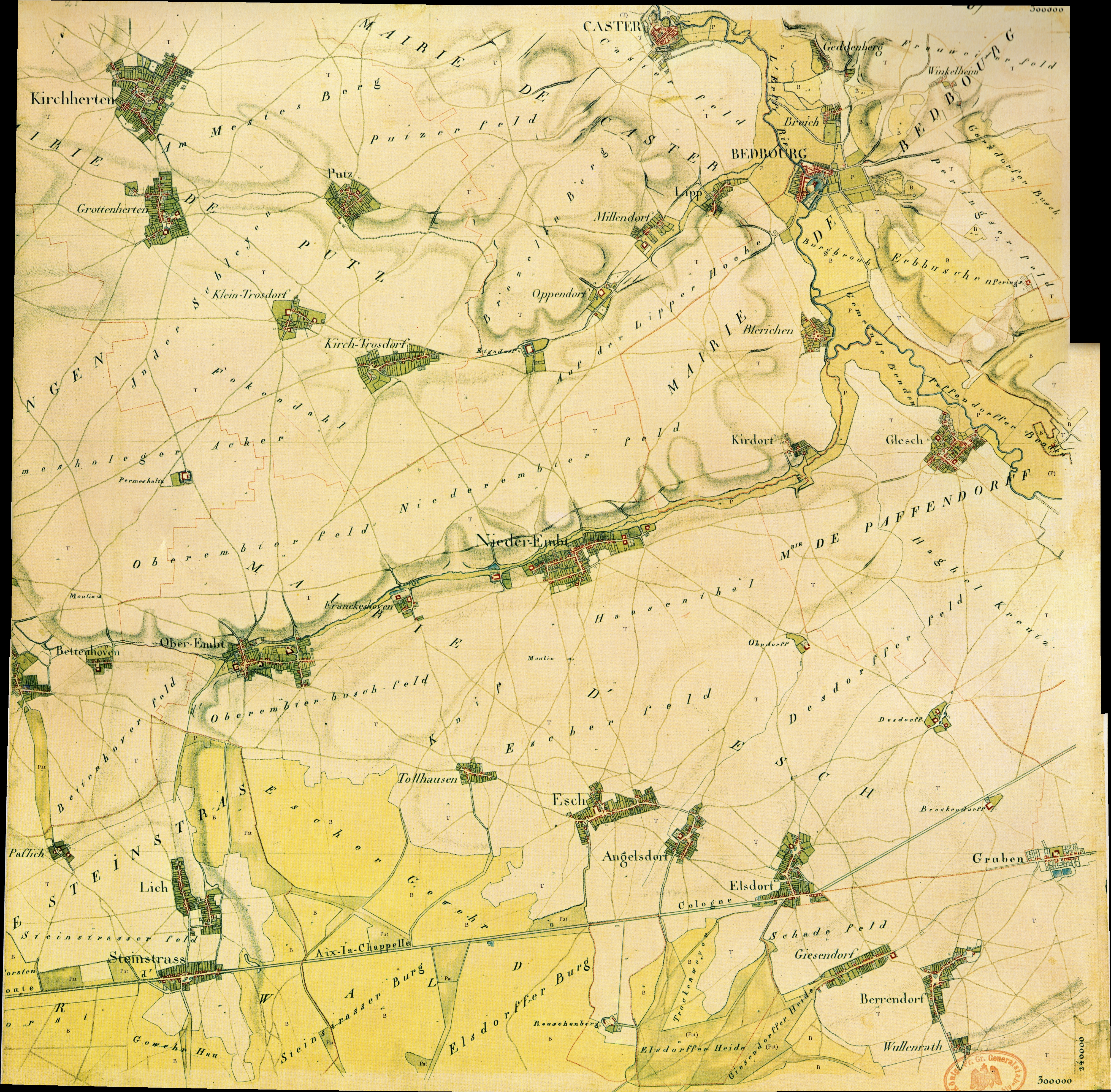
Peringshof auf der Tranchotkarte von 1806
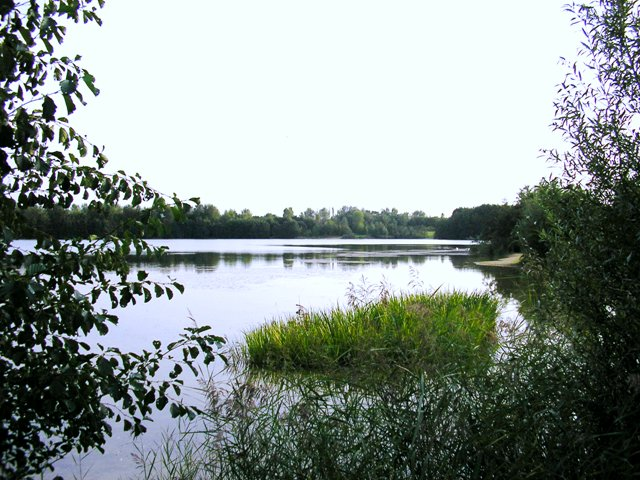
Nordufer des Sees
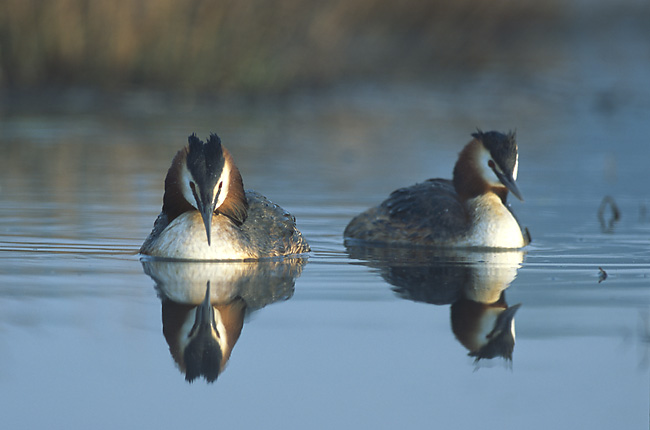
Der Haubentaucher hat sich am Peringsmaar angesiedelt.